# Revolução Febrerista

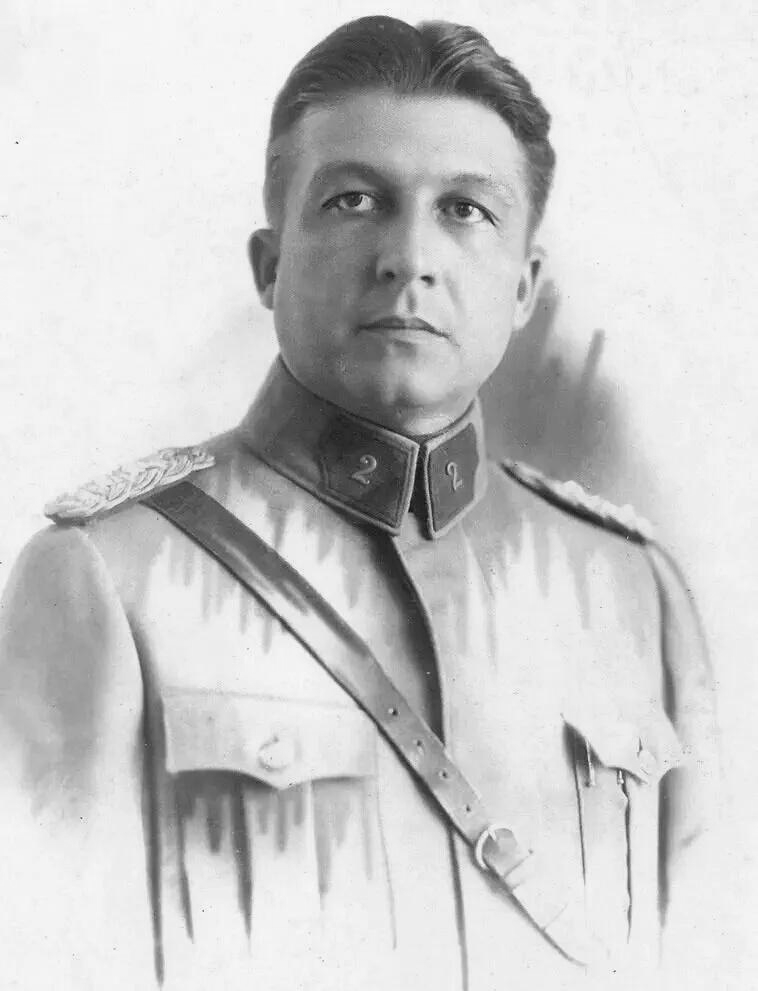
Rafael Franco

A Revolução Febrerista ou Revolução de 17 de fevereiro de 1936 (em castelhano:  Revolución del 17 de febrero de 1936) foi um evento que ocorreu no Paraguai após a Guerra do Chaco. Foi um dos muitos Golpes de Estado na história do Paraguai. A revolução levou Rafael Franco ao poder, iniciando uma sucessão de ditaduras no país.
O governo constituído pelo "Gabinete de Vitória", consagrado após a vitória do Paraguai na Guerra do Chaco, foi deposto por um movimento apoiado por grande parte da sociedade paraguaia da época, incluindo o Partido Colorado, os socialistas, os militares paraguaios, os anarquistas, bem como a Liga Nacional Independente, que se apresentava como uma nova alternativa política fora do bipartidarismo dominante.

## Contexto histórico

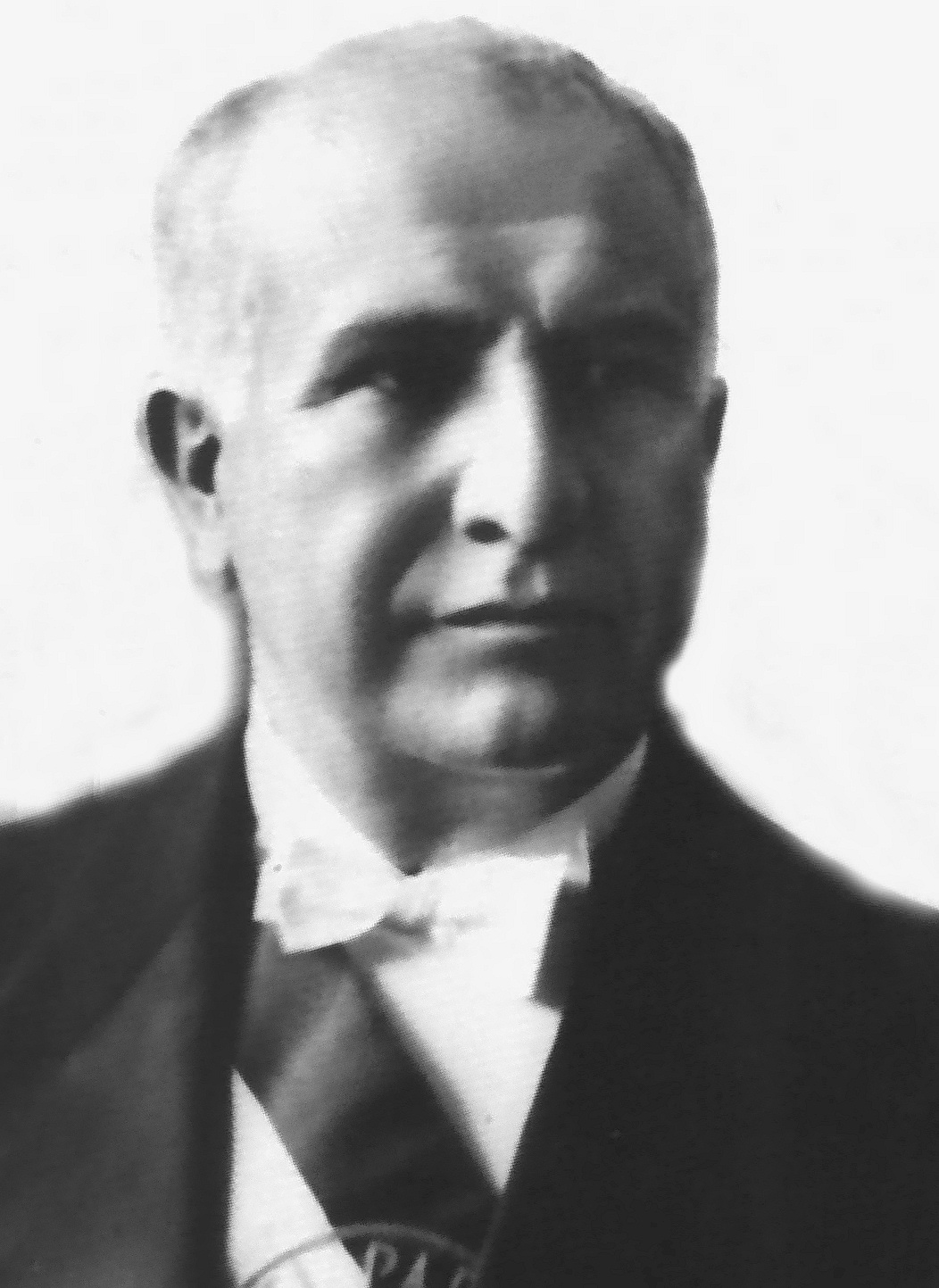
Eusebio Ayala, presidente derrubado.

Eusebio Ayala assumiu a Presidência do Paraguai em 15 de agosto de 1932, após a renúncia de José Patricio Guggiari. A Guerra do Chaco começou apenas duas semanas após o novo presidente ser empossado, obrigando-o a abandonar sua postura pacifista. O conflito, vencido pelos paraguaios, foi muito danoso a economia do país, com a inflação afetando principalmente as camadas mais baixas da sociedade.
Após a assinatura do armistício, em 12 de junho de 1935, Ayala, de imediato, demitiu muitos soldados do exército que, devido à recessão econômica, estavam desempregados, muitos deles permanecendo em Assunção. Esses veteranos e oficiais da Guerra do Chaco, insatisfeitos com a fraca liderança política liberal durante a guerra e o tratamento de soldados desmobilizados, enviados para casa sem pensões, encontraram um líder em um oficial populista, o coronel Rafael Franco. Ele era chefe do Colégio Militar e da Associação Nacional de Veteranos de Guerra, com mais de 100.000 membros.
O Presidente Ayala, prometeu apoiar nas próximas eleições, o comandante do exército na Guerra o comandante José Félix Estigarribia. Preocupado com a ascensão de Estigarribia, Franco iniciou uma campanha contra ele, acusando-o de erros militares, em especial a não captura Santa Cruz de la Sierra. Em 6 de fevereiro de 1936, Franco foi preso e exilado para Buenos Aires por conspirar contra o governo.

## Golpe
Durante a noite de 16 de fevereiro, tropas lideradas pelos tenentes-coronéis Federico Wenman Smith e Camildo Recalde ocuparam Assunção. A sede da polícia foi atacada com um total de 50 baixas. As batalhas na cidade duraram o dia seguinte e, na noite do dia 17, o presidente Ayala se rende a Recalde. Estigarribia voltou para a capital, vindo do Chaco, mas foi preso no aeroporto. Em 20 de fevereiro, em assembleia geral, os comandantes do Exército e da Marinha nomearam Rafael Franco presidente provisório do país.

## Consequências
As principais consequências do golpe foram:
- guarani é oficializado como idioma oficial junto do espanhol;[4]
- primeira reforma agrária do país;[3]
- a derruba de Rafael Franco se deu 1937, com os eventos políticos culminaram na Guerra Cívil Paraguaia de 1947;[6]
- em 1951 é estabelecido o Partido Revolucionário Febrerista.[7]